# Etebols
Etebols är en småort i Lummelunda socken i Gotlands kommun, belägen på nordvästra Gotland vid länsväg 149 cirka 17 km norr om centralorten Visby och två kilometer söder om Lummelunda kyrka. SCB har namnsatt småorten till Lummelunda och Etebols.